# Єгипетсько-французькі відносини
Єгипетсько-французькі відносини — двосторонні відносини між Єгиптом і Францією. Відносини між двома країнами охоплюють століття, від середньовіччя до наших днів. Після французької окупації Єгипту (1798-1801) в Єгипті залишилася сильна французька присутність. Єгипетський вплив також очевидний у Франції, у таких пам’ятниках, як Луксорський обеліск у Парижі. Відносини також позначені такими конфліктами, як Алжирська війна (1954-1962) і Суецька криза (1956). Станом на 2020 рік відносини міцні та складаються зі спільних культурних заходів, таких як Культурний рік Франції та Єгипту (2019), туризму, дипломатичних місій, торгівлі та тісних політичних відносин. Такі інституції, як Institut d'Égypte, Французький інститут в Єгипті та Французький університет Єгипту (UFE), також сприяють культурному обміну між Єгиптом і Францією.

## Порівняння країн
|                   | Єгипет                                                          | Франція |
| ----------------- | --------------------------------------------------------------- | --- |
| Герб              |                                                                 | |
| Населення         | 100,075,480                                                     | 67,087,000 |
| Площа             | 1,002,450 км2                                                   | 674,843 км2 |
| Густота населення | 97/ км2                                                         | 116/ км2 |
| Столиця           | Каїр                                                            | Париж |
| Найбільше місто   | Каїр – 7,734,614 (20,901,000 Metro)                             | Париж – 2,234,105 (12,161,542 Metro)                                                                                    |
| Уряд              | Унітарна змішана республіка                                     | Унітарна президентсько-парламентська конституційна республіка                                                           |
| Поточний лідер    | Президент Абдель Фаттах Ас-Сісі Прем'єр-міністр Мустафа Мадбулі | Президент Емманюель Макрон Прем'єр-міністр Елізабет Борн                                                                |
| Офіційні мови     | Арабська                                                        | французька |
| Основні релігії   | 85% мусульманство, 15% християнство                             | 58% християнство, 31% атеїзм, 7% іслам, 1% юзаїм, 1% буддизм, 2% інше                                                   |
| Етнічні групи     | 99.7% єгиптяни, 0.65% інші                                      | 86% французи, 7% інші європейці, 7% африканці (північ Африки,Субсахара), індонезійці, азійці, латиноамериканці та інші. |
| ВВП (номінальний) | US$1.39 трлн ($4,028 на душу населення)                         | US$2.590 трлн, ($43,550 на душу населення)                                                                              |

## Історія

### XVI століття
Франція підписала перший договір або Капітуляцію з Єгипетським султанатом Мамелюків у 1500 році, під час правління Людовика XII і султана Баязида II, в якому султан Єгипту пішов на поступки французам і каталонцям, і який пізніше буде розширено Сулейманом Пишним.

### Французька окупація Єгипту

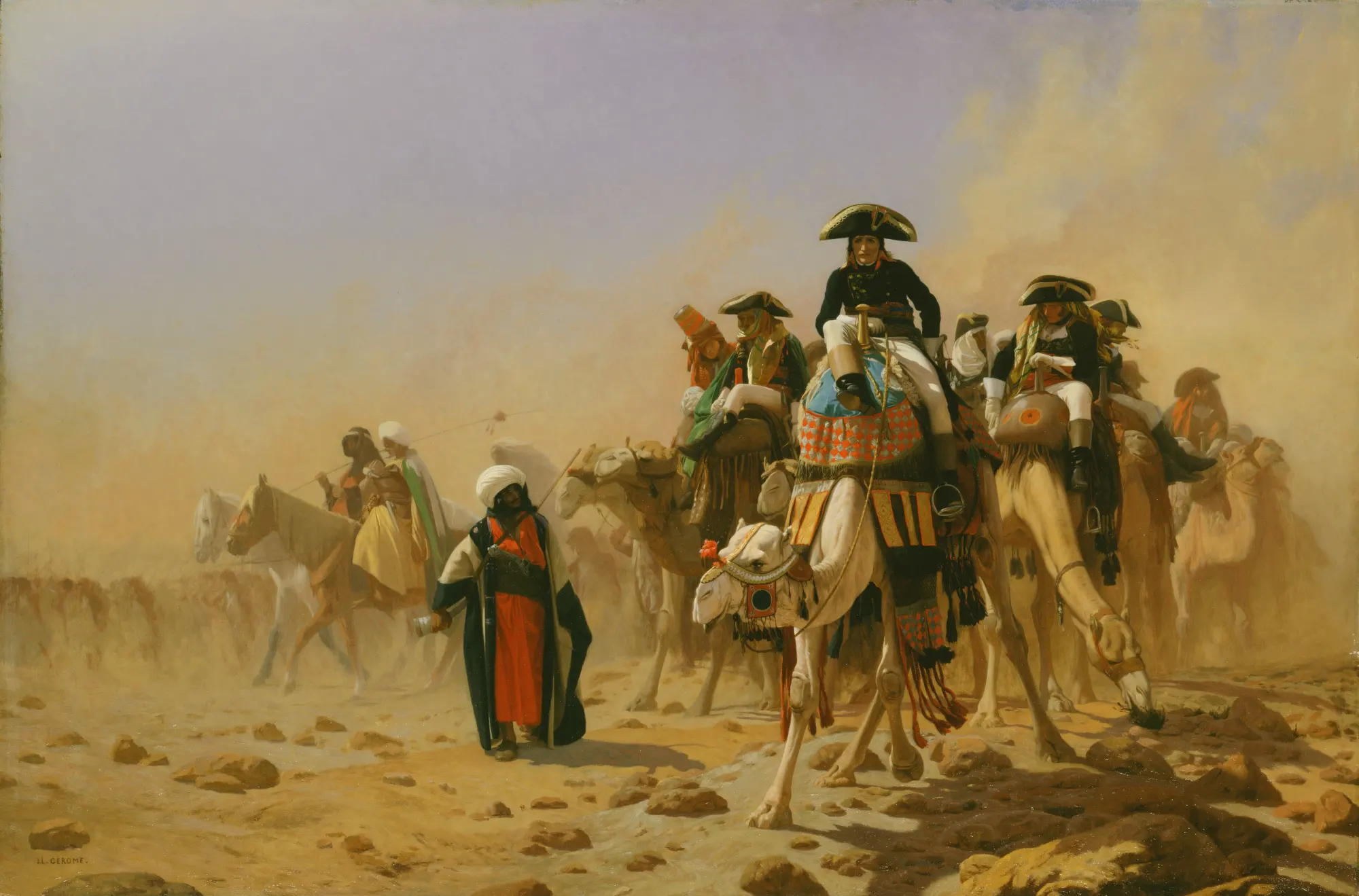
Картина Жана-Леона Жерома із зображенням Наполеона в Єгипті (1867)

Між 1798 і 1801 роками Наполеон Бонапарт командував французькою кампанією з окупації Єгипту. Можливо, це сталося через нестабільну політичну ситуацію в Єгипті. Цілі кампанії полягали в тому, щоб перекрити торговий шлях Британії до Індії та налагодити торгівлю Франції на Близькому Сході. На початку окупації французи провели в Єгипті масові політичні та соціальні реформи, такі як заснування нового керівного органу під назвою Диван і реконструкція багатьох великих міст.
За наказом Наполеона Інститут Єгипту був створений у 1798 році як копія Національного інституту Франції, щоб заохотити вивчення Єгипту французькими вченими. Institut D'Égypte видавав перші газети в Єгипті Le Courier de l'Égypte і La Décade Égyptienne.
Після відходу Наполеона з Єгипту в 1799 році французькі окупанти в Єгипті розділилися на дві фракції: республіканців, які виступали за вихід з Єгипту, і колонізаторів, які хотіли зберегти присутність Франції в Єгипті. Колоніальні зусилля незабаром зазнали краху, і до 1801 року французькі війська покинули Єгипет.
Розеттський камінь був виявлений під час французької окупації Єгипту в 1799 році  Його знайшли в єгипетському місті Розетта (Рашид). Хоча відомості про точні обставини, за яких він був знайдений, відрізняються, загальновизнано, що французькі солдати виявили його випадково під час будівництва форту в дельті Нілу. Після поразки Наполеона Розеттський камінь був захоплений Британією згідно з умовами Александрійського договору 1801 року  Зараз він зберігається в Британському музеї в Лондоні.

### Луксорський обеліск

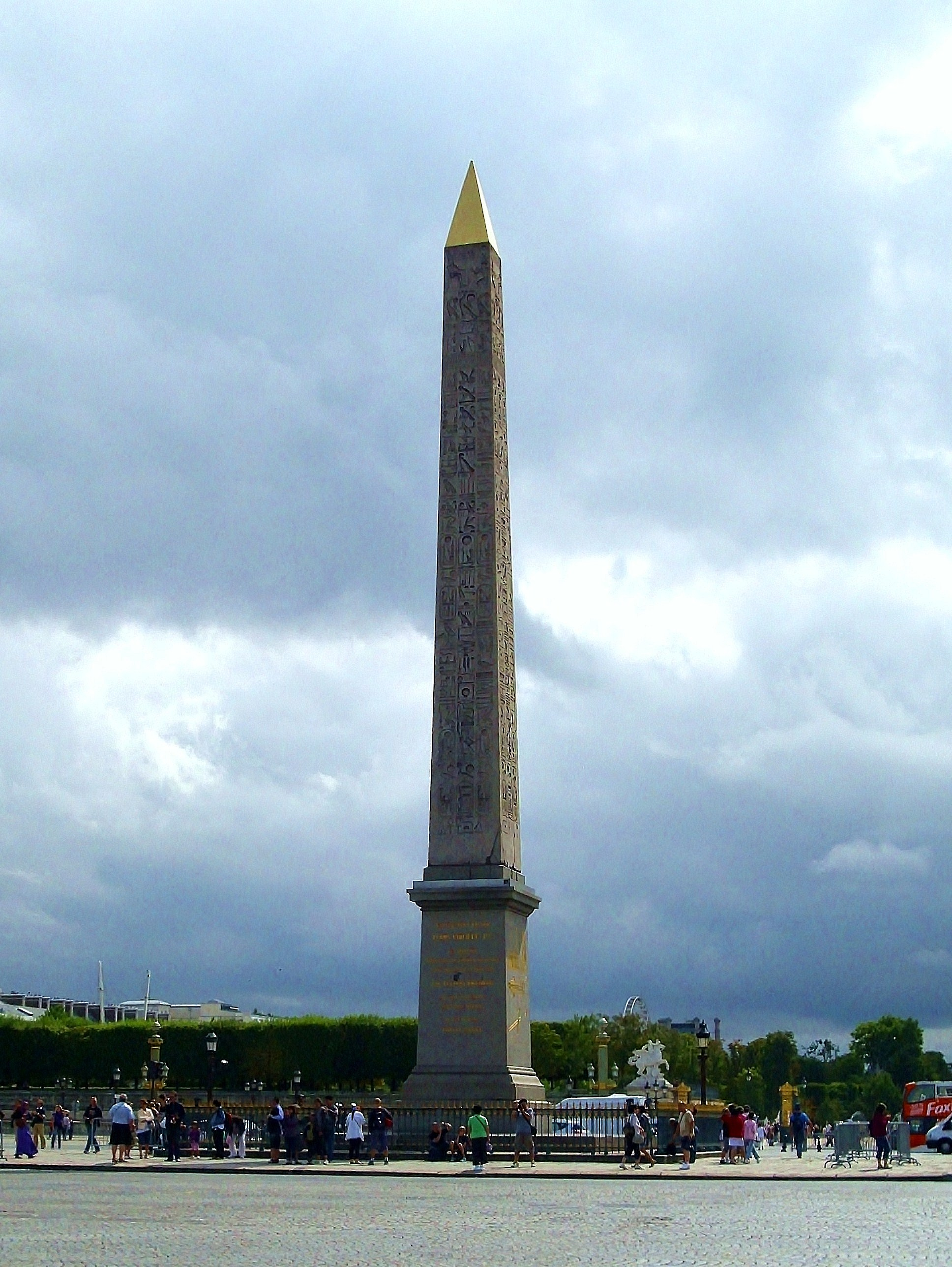
Луксорський обеліск на площі Згоди, Париж.

Луксорський обеліск (Obélisque du Louxor) — давньоєгипетський обеліск, розташований на площі Згоди в Парижі. Обеліск, якому понад 3300 років, вписаний ієрогліфами, які детально описують правління фараонів Рамзеса II і Рамзеса III. У 1829 році він був подарований Франції Мухаммедом Алі, також відомим як Мехмет Алі Пеша, першим губернатором Єгипту. Він прибув до Парижа в 1833 році і був встановлений на площі Згоди, де стоїть і досі. Він виготовлений із червоного граніту, має висоту 22,5 метри, вагу понад 200 тонн. Спочатку це був один із двох обелісків, які стояли в Луксорському храмі в стародавньому місті Фіви, нині Луксор, в Єгипті. Його пара залишається там у храмі.

### Суецький канал
У 1858 році французький дипломат Фердинанд де Лессепс заснував Універсальну компанію морського Суецького каналу або Компанію Суецького каналу для будівництва Суецького каналу, будівництво якого розпочалося 25 квітня 1859 року  Хоча Наполеон спочатку задумав побудувати канал у 1799 році, проект так і не був реалізований. Компанії Суецького каналу було надано дозвіл на будівництво каналу та експлуатацію каналу протягом 99 років, після чого її контроль буде повернено уряду Єгипту. Акції компанії спочатку були розділені в основному між французькою та єгипетською сторонами, однак британський уряд придбав акції Єгипту в 1875 році, що призвело до контролю Франції та Британії над каналом.

### Криза Фашода, 1890-ті роки
У 1875–1898 роках напруга між Лондоном і Парижем загострилася, особливо через єгипетські та африканські проблеми. У кілька моментів ці проблеми поставили дві нації на межу війни; але ситуацію завжди вдавалося розрядити дипломатичним шляхом. Протягом двох десятиліть панував мир, але це був «збройний мир, який характеризувався тривогою, недовірою, злобою та роздратуванням». Під час боротьби за Африку в 1880-х роках британці та французи загалом визнавали сфери впливу один одного. За угодою 1890 року Велика Британія була визнана в Бахр-ель-Газалі та Дарфурі, тоді як Вадаї, Багірмі, Канем і території на північ і схід від озера Чад були призначені Франції.
Суецький канал, спочатку побудований французами, став спільним британсько-французьким проектом у 1875 році, оскільки обидва вважали його життєво важливим для збереження свого впливу та імперій в Азії. У 1882 році триваючі громадянські заворушення в Єгипті ( див. Повстання Урабі ) спонукали Велику Британію втрутитися, простягнувши руку Франції. Французький експансіоністський прем’єр-міністр Жюль Феррі залишився без посади, і уряд не бажав посилати в регіон більше, ніж страхітливий флот. Британія встановила протекторат, як Франція роком раніше в Тунісі, і популярна думка у Франції згодом звела цю дію на дволикість. Єгипет номінально належав Османській імперії, але на практиці британці приймали всі рішення та вважали його основним активом щодо контролю над шляхом до Індії, а також до Судану та Східної Африки.
Одна коротка, але небезпечна суперечка сталася під час інциденту у Фашоді в 1898 році, коли невелика група французьких військ намагалася заволодіти територією в Південному Судані. Тієї ж миті прибула значно потужніша британська армія, нібито діючи в інтересах хедива Єгипту. Французи відступили, Британія взяла під свій контроль територію, а Франція визнала британський контроль над Суданом. Франція не досягла своїх головних цілей. PMH Bell каже:
Між двома урядами відбулася коротка боротьба волі, коли британці наполягали на негайному та безумовному виході Франції з Фашоди. Французи були змушені прийняти ці умови, що було публічним приниженням. . . . Фашода довго згадувався у Франції як приклад британської жорстокості та несправедливості» .
Фашода працював на користь обох сторін, оскільки французи зрозуміли, що в довгостроковій перспективі їм потрібна дружба з Британією на випадок війни між Францією та Німеччиною.

### Рухи за незалежність у Північній Африці
Після Другої світової війни опозиція французькому імперіалізму в Північній Африці зросла. Ліга арабських держав була заснована в 1945 році, однією з головних цілей якої є незалежність арабських країн. Комітет звільнення Північної Африки, організація, що фінансується Лігою арабських держав, створив свою штаб-квартиру в Каїрі. У 1947 році марокканські та алжирські націоналісти заснували в Каїрі Бюро арабського Магрібу з метою вести антифранцузьку пропаганду. З 1954 по 1962 рік велася Алжирська війна за незалежність Алжиру від французького панування. Під час війни президент Єгипту Гамаль Абдель Насер активно підтримував рух опору та надавав військову допомогу Фронту національного визволення (FLN). Єгипет постачав алжирським повстанцям військову техніку та навчав солдатів. У 1956 році Франція попросила Раду Безпеки ООН заборонити зовнішню допомогу FLN в Алжирі. Це було спрямовано на постачання Єгиптом військового обладнання алжирським повстанцям через корабель, який був перехоплений французьким флотом.

### Вторгнення 1956 року
Контроль над каналом був у британських руках, але в липні 1956 року він був націоналізований президентом Єгипту Гамалем Абделем Насером. Британці, французи та ізраїльтяни таємно планували вторгнення, незважаючи на вимоги Сполучених Штатів не застосовувати силу. Вони вторглися та захопили Канал у жовтні 1956 року. Сполучені Штати змусили їх швидко вийти, але канал був заблокований роками. Насер став героєм в арабському світі, а Франція і особливо Британія зазнали глобального приниження.

### Арабська весна

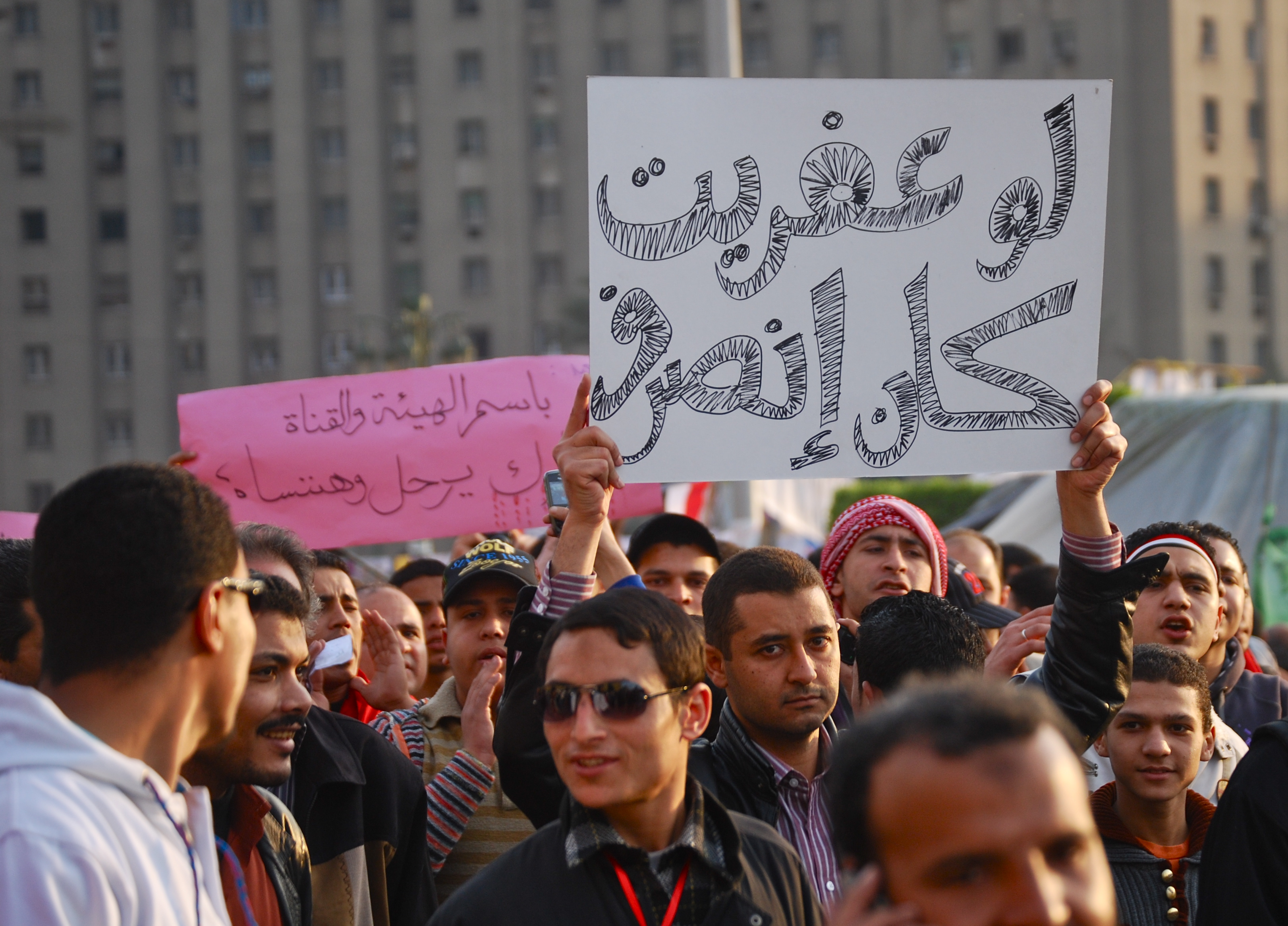
Протестувальники в Єгипті, 2011 рік

У 2010 році на Близькому Сході та в Північній Африці виникла низка антиурядових протестів, які стали відомою як «Арабська весна». Продемократичні протести призвели до краху урядів у Тунісі, Лівії, Ємені та Єгипті. Крах авторитарних урядів у регіоні MENA створив низку проблем для Європи та Сполучених Штатів. Наприклад, втрата колишніх авторитарних союзників, побоювання, що ціни на нафту зростуть, і побоювання, що до Європи з Близького Сходу прибуде потік нелегальних мігрантів.
25 січня 2011 року в Каїрі спалахнула серія акцій протесту з вимогою відставки президента Хосні Мубарака. До початку протестів Мубарак вважався близьким союзником Сполучених Штатів і Європи. Сполучені Штати коливалися своєю підтримкою між режимом Мубарака та єгипетським народом, перш ніж стверджувати, що Мубарак повинен піти у відставку, настрої, які незабаром підтримали Франція, Німеччина, Велика Британія, Італія та Іспанія.
Франція та Єгипет налагодили тісні стосунки після того, як Абдель Фаттах ас-Сісі став президентом у 2014 році, незважаючи на розбіжності щодо прав людини та різку критику Єгипту з боку правозахисників та деяких іноземних держав.

## Культурні відносини

### Культурний рік Франції та Єгипту

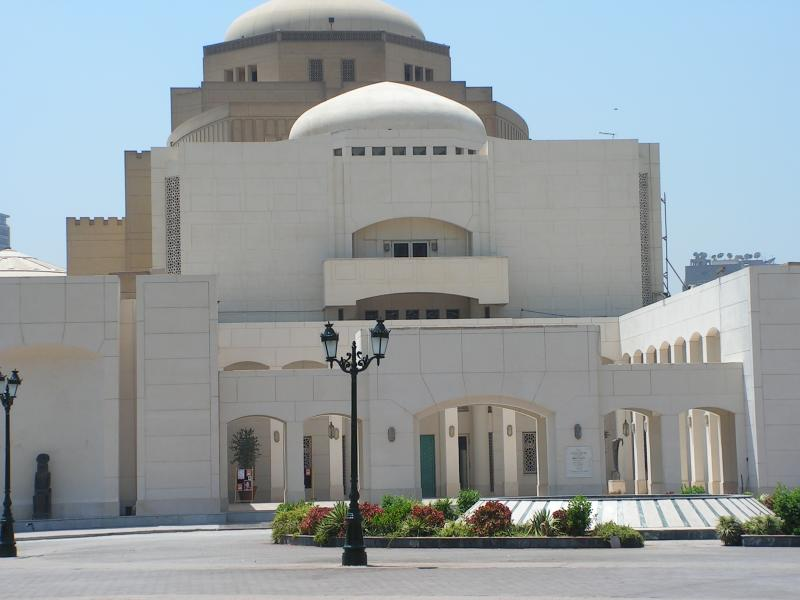
Каїрський оперний театр

З метою сприяння культурному обміну 2019 рік було оголошено Роком культури Франції та Єгипту, відзначаючи 150-річчя відкриття Суецького каналу та збігаючи з офіційним візитом президента Франції Еммануеля Макрона до Єгипту. Заходи року координували Французький інститут у Каїрі та Єгипетський культурний центр у Парижі. Міністр культури Єгипту Інес Абдель-Дайем і посол Франції в Єгипті Стефан Роматет провели 8 січня прес-конференцію, щоб обговорити події року. Роматет зазначив, що урочистості сприятимуть «зміцненню двосторонніх відносин та обміну досвідом і діяльністю між двома країнами в усіх сферах культури та мистецтва». Урочистості розпочалися 8 січня 2019 року в Каїрському оперному театрі відкриттям шоу за участю танцюристів Паризької та Каїрської опер. Це був перший із чотирьох концертів танцювального шоу «Independanse x Egypte», які відбулися в Каїрському та Олександрійському оперних театрах. Шоу було поставлене Грегорі Гайяром, включаючи музику Флорана Аструдо, яка була натхненна річкою Ніл. Протягом року в Єгипті та Франції проводилися заходи, які включали опери, музичні та танцювальні вистави, виставки мистецтва та історичних артефактів, а також святкування французької кулінарії.

### Туризм
У 2019 році близько 700 000 французьких туристів відвідали Єгипет. Посол Франції в Єгипті Стефан Роматет заявив у 2019 році, що він відданий популяризації Єгипту у Франції, сказавши, що він вірить, що кількість французьких туристів, які подорожують до Єгипту, зросте в 2020 році  У 2019 році Єгипет посідає 4-е місце в рейтингу туристичних напрямків у світі 

## Дипломатичні відносини
Єгипет має представництво у Франції через посольство Єгипту в Парижі, Генеральне консульство в Марселі та консульство в Парижі. Ехаб Бадаві з 2016 року мав посаду посла Єгипту у Франції. Франція представлена в Єгипті через посольство Франції в Каїрі та генеральні консульства в Каїрі та Александрії. Станом на 2020 рік послом Франції в Єгипті є Стефан Ромат.

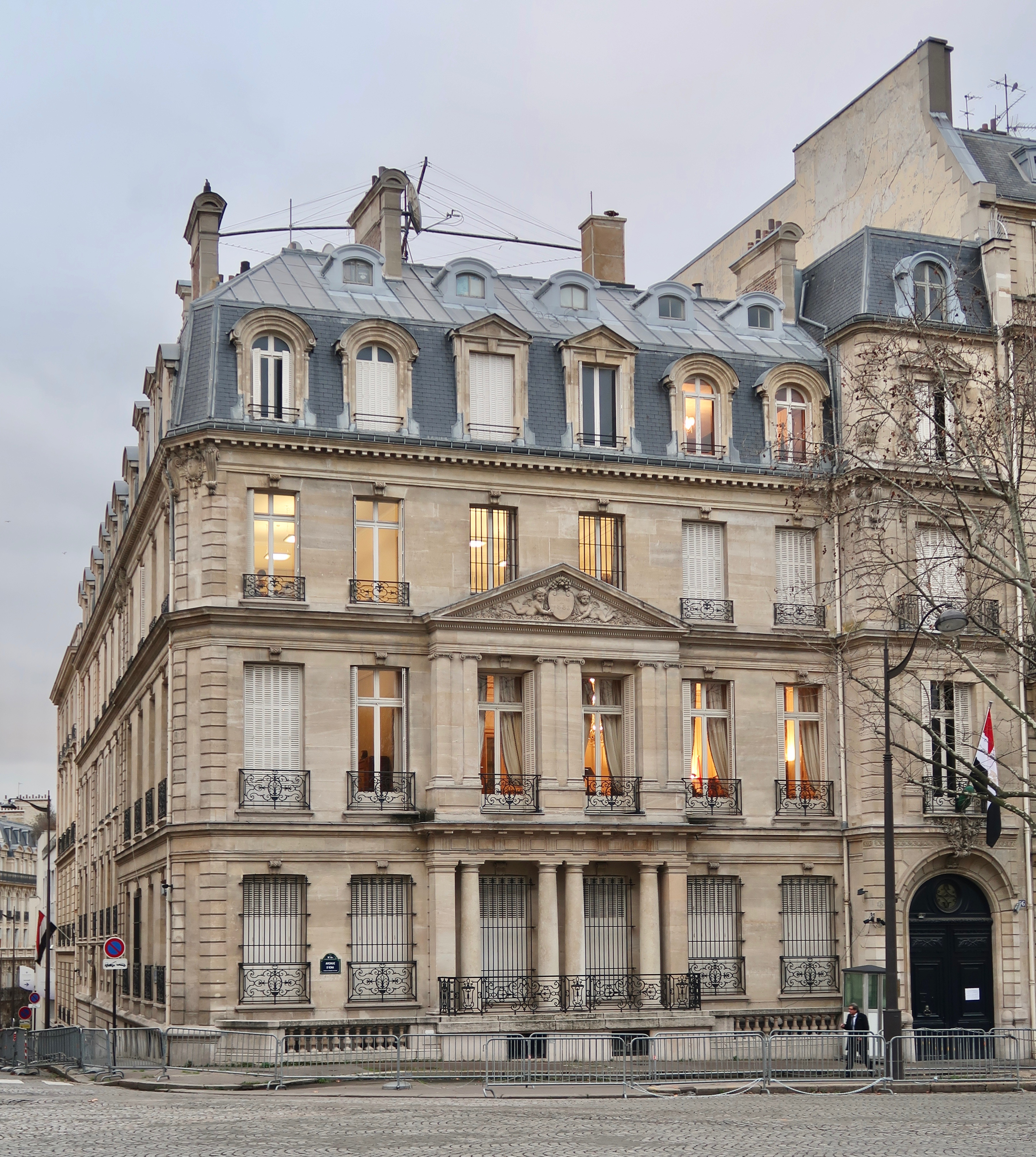
Посольство Єгипту в Парижі
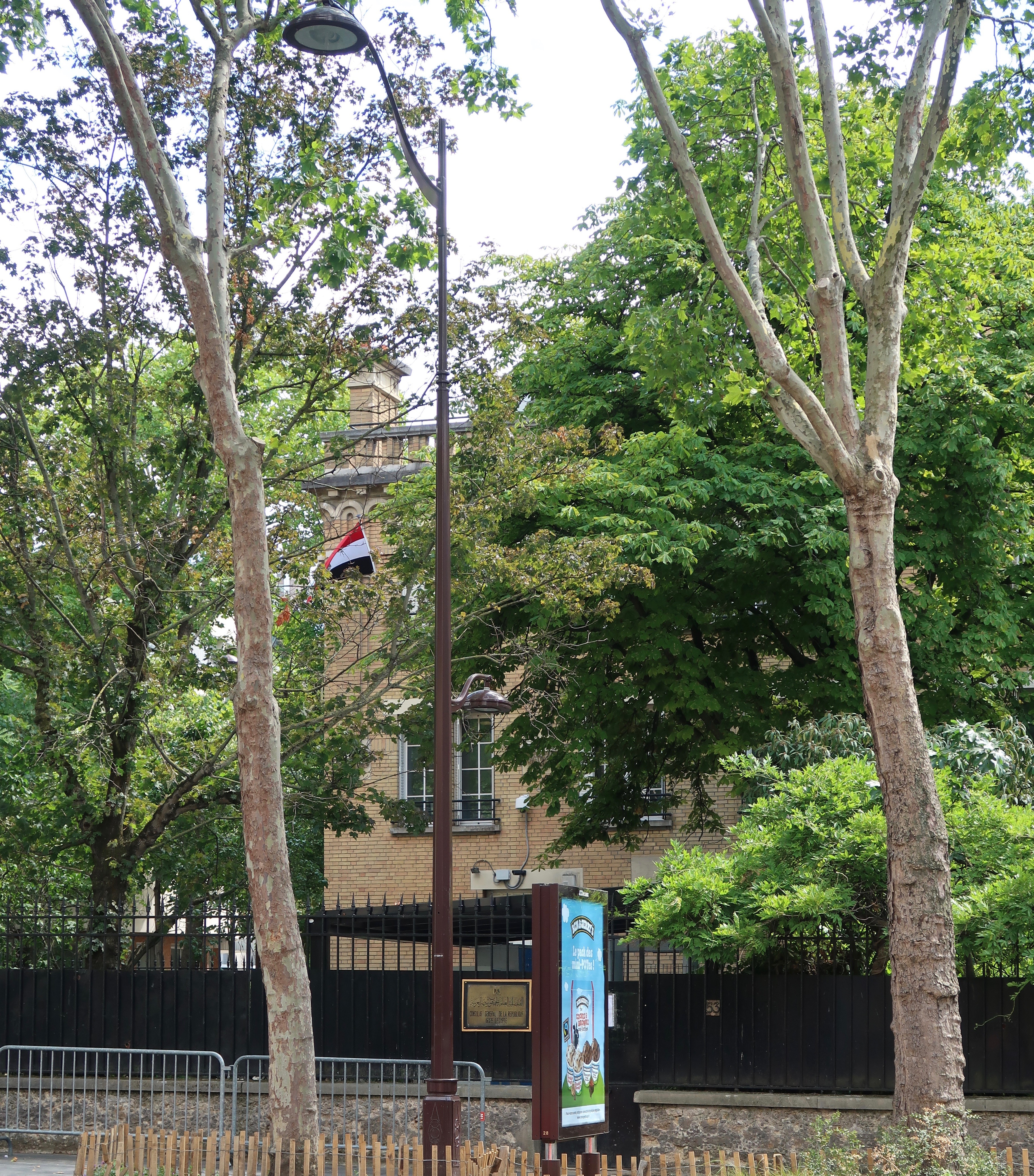
Генеральне консульство Єгипту в Парижі
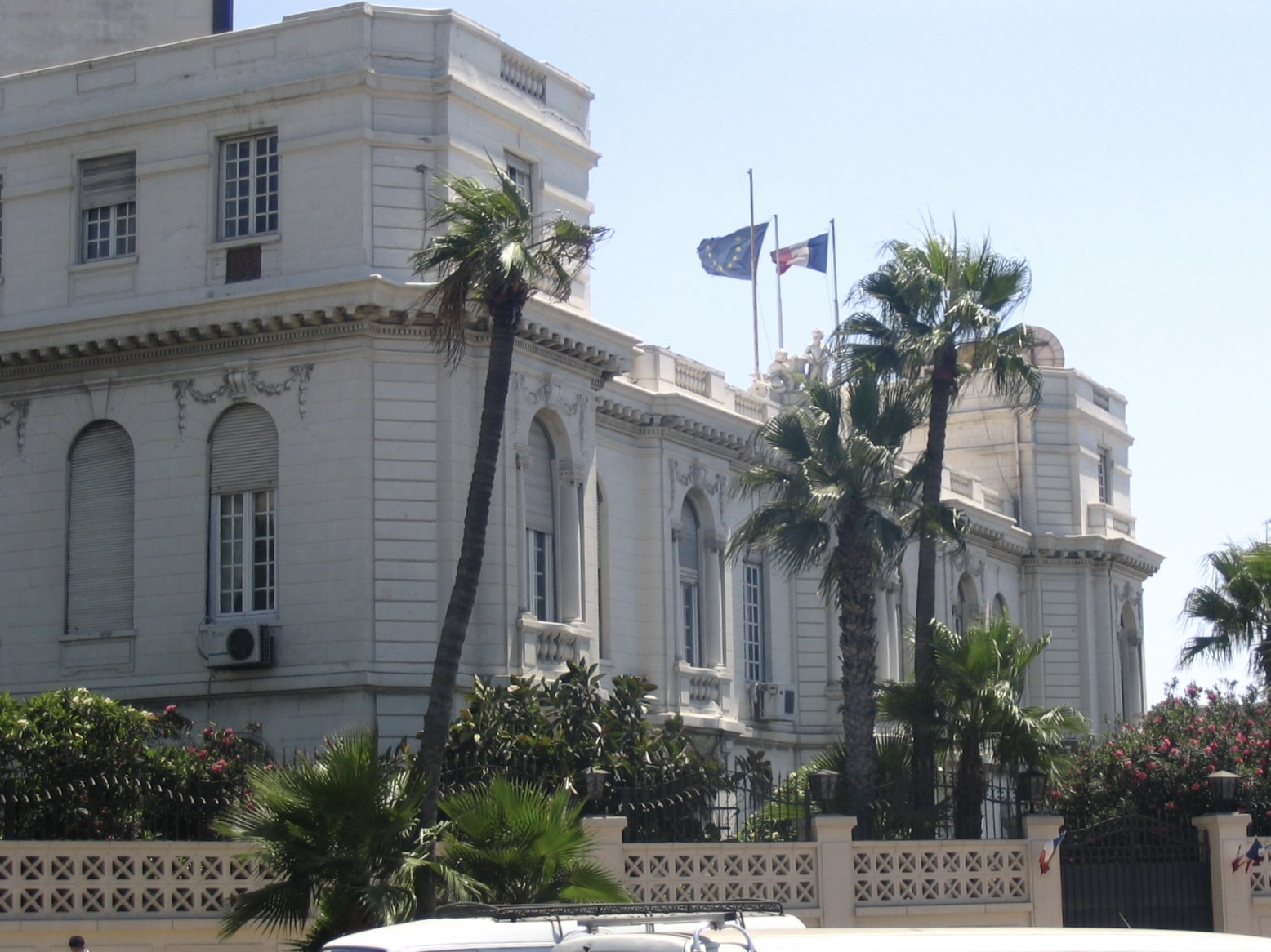
Генеральне консульство Франції в Александрії

Відбуваються офіційні державні візити між двома країнами часто. Президент Франції Еммануель Макрон відвідав Єгипет з офіційним триденним візитом у січні 2019 року. У серпні 2019 року президент Єгипту Абдель Фаттах ас-Сісі відвідав Францію для участі у саміті G7. Президент Сісі також відвідав Францію з офіційними державними візитами в 2017 році 

## Освітні відносини

### Інститут Єгипту

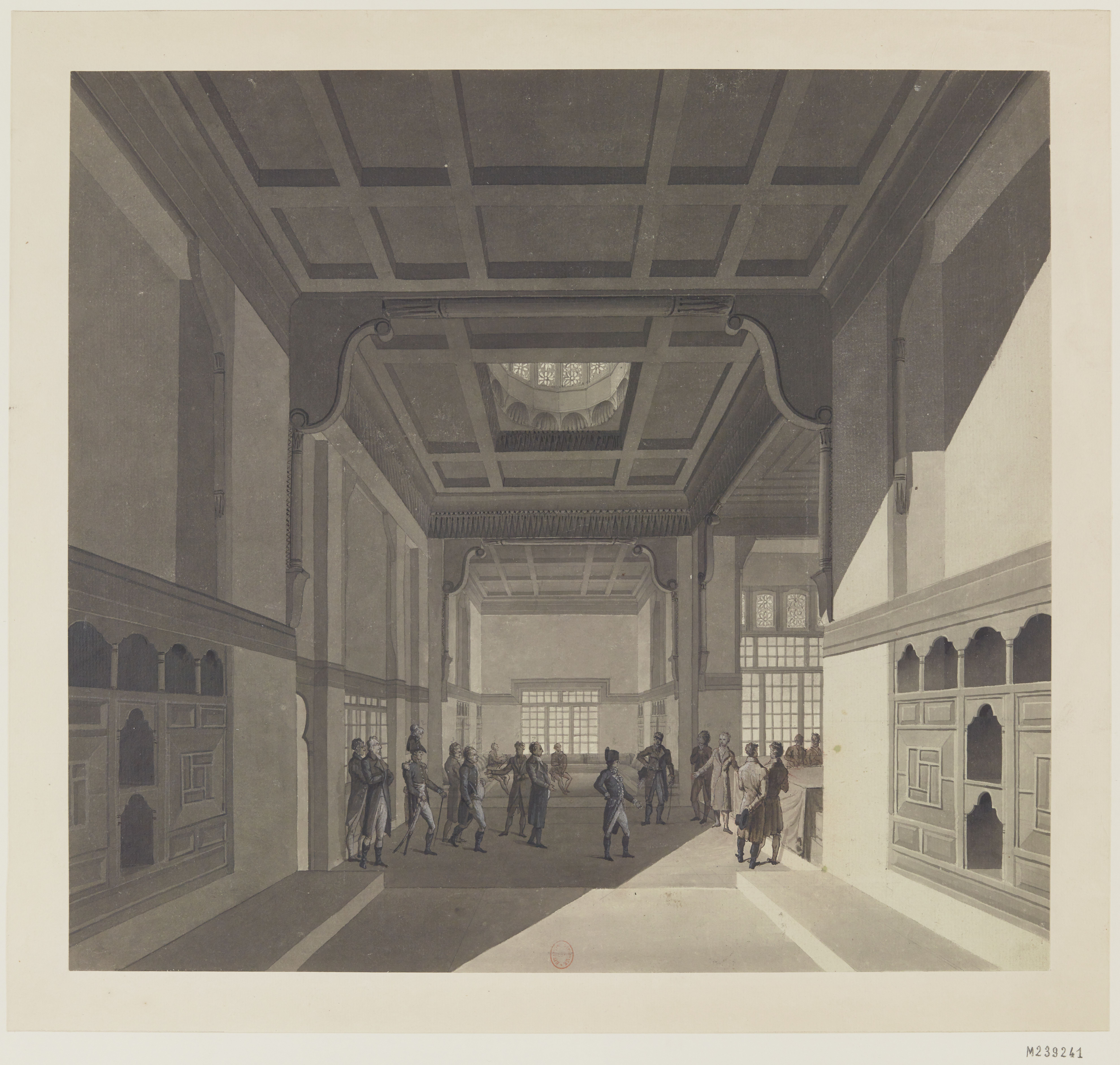
Мистецтво із зображенням Єгипетського інституту французького художника Ж. К. Протена c. 1800 рік

Institut d'Égypte або Єгипетський науковий інститут був заснований Наполеоном Бонапартом у 1798 році для сприяння французькій науці в Єгипті. У 2011 році Інститут загорівся під час протестів, і 192 000 книг і журналів були пошкоджені або втрачені. Це включало 24-томний Description de l'Égypte або Опис Єгипту, рукописну працю, яка містила спостереження понад 150 французьких вчених і науковців, розпочаті між 1798 і 1801 роками під час французької окупації в Єгипті. Інститут було знову відкрито після масштабної реставрації у 2012 році. Було повернено твори та подаровані колекції, які не постраждали під час пожежі,. Інститут, яки відновлений має два рівні. На першому рівні розміщено читальну зону з комп’ютерами, а на другому – лекційні та семінарські зали, кімнати для переговорів, VIP-лаунж, зал для проведення заходів і головний зал із бібліотекою.

### Французький інститут Єгипту
Institut Français d'Égypte або Французький інститут в Єгипті був заснований у 1967 році. Зараз у Єгипті чотири філії, три в Каїрі (Муніра, Геліополіс і Новий Каїр), а також одна в Александрії. Очікується, що нова філія в Шейх-Заїд у Великому Каїрі буде відкрита в 2020 році  Згідно з його вебсайтом, місія інституту полягає в тому, щоб «сприяти впливу французької культури, мови та досвіду в Єгипті» та покращити відносини між Єгиптом і Францією в сферах освіти, лінгвістики, культури, науки та технологій.

### Французький університет Єгипту
Université Française d'Égypte (UFE) , або Французький університет Єгипту, було засновано в Каїрі в 2002 році  Він пропонує курси арабською, англійською та французькою мовами та заохочує студентів навчатися за кордоном у Франції. Тимчасовий президент доктор Таха Абдалла описав університет як «приватну наукову, культурну та професійну установу».

## Економічні відносини

### Торгівля
Єгипетська адміністрація у 2015 році підписала угоду на закупівлю винищувачів, ракет і фрегата у Франції на суму 5,2 мільярда євро. У 2016 році Єгипет закупив у Франції військову техніку, включаючи винищувачі, військові кораблі та військовий супутник, у рамках угоди на суму понад 1 мільярд євро. У 2017 році товарообіг між Єгиптом і Францією зріс на 21,8% і склав 2,5 мільярда євро після того, як з 2006 по 2016 рік торгівля між двома країнами щорічно зменшувалася на 27,5%. У 2016–2017 фінансовому році Франція була 11-м найбільшим торговим партнером Єгипту. За даними Міністерства закордонних справ Франції, французькі компанії відіграють значну роль в єгипетській економіці в таких галузях, як фармацевтика, електрообладнання, туризм та інфраструктура.

### Угода ЄС-Єгипет
Угода про вільну торгівлю між Єгиптом і Францією в рамках Угоди ЄС-Єгипет діє з 2004 року  Угода сприяє вільній торгівлі шляхом скасування мит на промислові товари та полегшує торгівлю сільськогосподарськими товарами.

## Суперечки
Президент Франції Еммануель Макрон зіткнувся з критикою з боку громадськості та таких організацій, як Amnesty International, за його сприяння торговельним відносинам між двома країнами. Це стосувалося угоди на 5,2 мільярда євро, підписаної в 2015 році, згідно з якою Франція продала Єгипту винищувачі, ракети та фрегат. Amnesty International стверджує, що постачання зброї Францією порушує міжнародне право, і що поставлена зброя була використана для насильницького придушення протестів. На спільній прес-конференції під час візиту президента Єгипту Абделя Фаттаха ас-Сісі до Парижа в 2017 році президента Макрона попросили прокоментувати ймовірне порушення Єгиптом прав людини. Він сказав, що це не його компетенція «читати лекції» своєму колезі з таких питань. Це питання знову виникло під час офіційного візиту Макрона до Єгипту в 2019 році, де дискусії щодо прав людини знову домінували на прес-конференції між ним і президентом Сісі. Макрон заявив, що стабільність не можна відокремити від прав людини. Президент Сісі відповів, що недоречно розглядати Єгипет і його проблеми з європейської точки зору, сказавши: «Ми не Європа».
6 грудня 2020 року Amnesty International і Міжнародна федерація з прав людини (FIDH) закликали президента Франції Еммануеля Макрона тиснути на свого єгипетського колегу Абделя Фаттаха ас-Сісі з вимогою звільнити довільно затриманих правозахисників. Прохання прозвучало під час триденного державного візиту президента Сісі до Франції, який розпочався 6 грудня. У січні 2018 року під час візиту до Каїра Макрон висловив занепокоєння правами людини, згадавши про «повагу до індивідуальних свобод, гідності кожного та верховенство права».

## Подальше читання
- Абуль-Магд, Зейнаб. «Криза образів: французи, джихад і чума у Верхньому Єгипті, 1798—1801». Журнал всесвітньої історії (2012): 315-343 онлайн.
- Аткінс, Річард А. «Походження англо-французького кондомініуму в Єгипті, 1875-1876». Історик 36.2 (1974): 264–282. онлайн
- Бер, Вернер. «Просування та фінансування Суецького каналу». Business History Review (1956): 361-381 онлайн.
- Бітті, Чарльз. Де Лессепс із Суеца: людина та її часи (Харпер, 1956).
- Браун, Роджер Гленн. Фашода переосмислив: вплив внутрішньої політики на політику Франції в Африці, 1893-1898 (Johns Hopkins University Press, 1970).
- Браун, О'Брайен. «Буря в пустелі Наполеона». MHQ: Щоквартальний журнал військової історії (осінь 2012) 23#$1 стор. 30–41.
- Коул, Хуан. Єгипет Наполеона: вторгнення на Близький Схід (2007), наукова історія.
- Людно, Террі. Французький солдат у Єгипті 1798–1801: армія Сходу (видавництво Bloomsbury, 2012).
- Федорак, Чарльз Джон. «Французька капітуляція в Єгипті та попередній англо-французький мирний договір у жовтні 1801 р.: примітка». International History Review 15.3 (1993): 525-534 онлайн.
- де Гроот, Еміль. «Європа та Єгипет у 19 столітті» Історія сьогодні (січень 1952), том. 2 Випуск 1, С. 34–44. онлайн
- Джабарті, Абд аль-Рахман. Наполеон у Єгипті: хроніка французької окупації Аль-Джабарті, 1798 рік. (Markus Wiener Publishers, 2004) онлайн.
- Ландес, Девід С. Банкіри та паші: міжнародні фінанси та економічний імперіалізм в Єгипті (Harvard UP, 1979). онлайн
- Льюїс, Девід Л. Перегони до Фашоди (1995) онлайн, 1890-ті роки
- Шлайм, Аві. «Севрський протокол, 1956: Анатомія військової змови». Міжнародні справи 73 №3 1997, стор. 509–530. онлайн.
- Стертерн, Пол. Наполеон в Єгипті (2008).
- Тагелдін, Шаден М. «Меч і перо: єгипетські роздуми про проникнення в Європу, переконання та силу». Документи антропологічного товариства Кробера (2002): 196-218 онлайн.
- Тейлор, AJP «Прелюдія до Фашоди: Питання Верхнього Нілу, 1894-5». English Historical Review 65.254 (1950): 52-80 онлайн.
- Троен, С. Ілан. «Севрський протокол: британсько-французько-ізраїльська змова проти Єгипту, 1956 р.» Ізраїльські дослідження 1.2 (1996): 122-139 онлайн.

## Зовнішні посилання
- Єгипет-Франція sis.gov.eg